# 2289 McMillan
2289 McMillan eller 6567 P-L är en asteroid i huvudbältet som upptäcktes den 24 september 1960 av den nederländsk-amerikanske astronomen Tom Gehrels och det nederländska astronomparet Ingrid van Houten-Groeneveld och Cornelis Johannes van Houten vid Palomarobservatoriet. Den är uppkallad efter astronomen Robert S. McMillan.
Asteroiden har en diameter på ungefär 11 kilometer och den tillhör asteroidgruppen Misa.